# Мтиулури
Мтиулури (груз. მთიულური) — группа грузинских народных танцев.

## Этимология
Название «мтиулури» родственно слову «мтиулы», обозначающему особую этническую группу грузин, проживающую на востоке страны (в грузинском языке названия этой группы и танца омонимичны — მთიულები). Таким образом, «мтиулури» стоит в одном ряду с другими названиями танцев, производных от названий местности, города или народа (как и «тбилисури», «батумури» и др.)
Часто это слово переводят как «горский» и связывают со словом მთა (с груз. — «гора»).

## Хореография
В группу танцев мтиулури входят сванский церули, карталино-кахетинский мтиулури, абхазская и мохевская пляски, мхедрули или аджарский мхарули, хонджоури и некоторые другие танцы.
Музыкальный размер танцев мтиулури — 6/8 или 2/4, темп — быстрый.
В первой части танца мтиулури происходит соревнование в ловкости между двумя группами мужчин. Вторая часть представляет собой танец женщин. Финал исполняется всеми танцорами вместе.

## В сценическом искусстве
В переработанном виде танец мтиулури включён в детский балет Сулхана Цинцадзе «Сокровище голубой горы».
В лирико-героическом балете Андрея Баланчивадзе «Сердце гор» танец мтиулури включён в третий акт и трактован композитором как «хореографическая дуэль» между главным героем Джарджи и его соперником князем Заалом.
Танец мтиулури также входит во второй акт оперы Захария Палиашвили «Даиси» («Сумерки»), где его в числе других народных танцев исполняют в сцене крестьянского праздника, и в оперу Акакия Андриашвили «Разбойник Како».